# Hedyotis protrusa
Hedyotis protrusa är en måreväxtart som beskrevs av Otto Stapf. Hedyotis protrusa ingår i släktet Hedyotis och familjen måreväxter. Inga underarter finns listade i Catalogue of Life.